# Queer (film)
Queer je italsko-americký hraný film z roku 2024, který režíroval Luca Guadagnino jako adaptaci stejnojmenného románu Williama S.Burroughse. Snímek měl světovou premiéru na filmovém festivalu v Benátkách dne 3. září 2024.

## Děj
Americký spisovatel William Lee žije bezcílně v Mexico City, kde se potuluje po gay barech. Jednoho dne potká mladého Eugena Allertona a je jím zcela uchvácen. Je do něj zamilovaný, ale ten jej odmítá. Navzdory složitému vztahu se však oba společně vydají do Ekvádoru hledat halucinogenní rostlinu, která má umožňovat telepatii.

## Obsazení
| Daniel Craig      | William Lee         |
| Drew Starkey      | Eugene Allerton     |
| Lesley Manville   | doktor Cotter       |
| Jason Schwartzman | Joe Guidry          |
| Henry Zaga        | Winston Moor        |
| Omar Appolo       | mladík v baru Chimu |
| Ronia Ava         | Joan                |
| Ariel Schulman    | Tom Weston          |
| Colin Bates       | Tom Williams        |
| Drew Droege       | John Dume           |
| David Lowery      | Jim Cochan          |
| Michaël Borremans | lékař               |
| Andra Ursuta      | Mary                |

## Ocenění
- Zlatý glóbus: nominace v kategorii nejlepší herec v dramatickém filmu (Daniel Craig)